# Église Saint-Martin de Donzenac
L'église Saint-Martin est une église catholique située à Donzenac, en France.

## Localisation
L'église est située dans le département français de la Corrèze, sur la commune de Donzenac.

## Historique

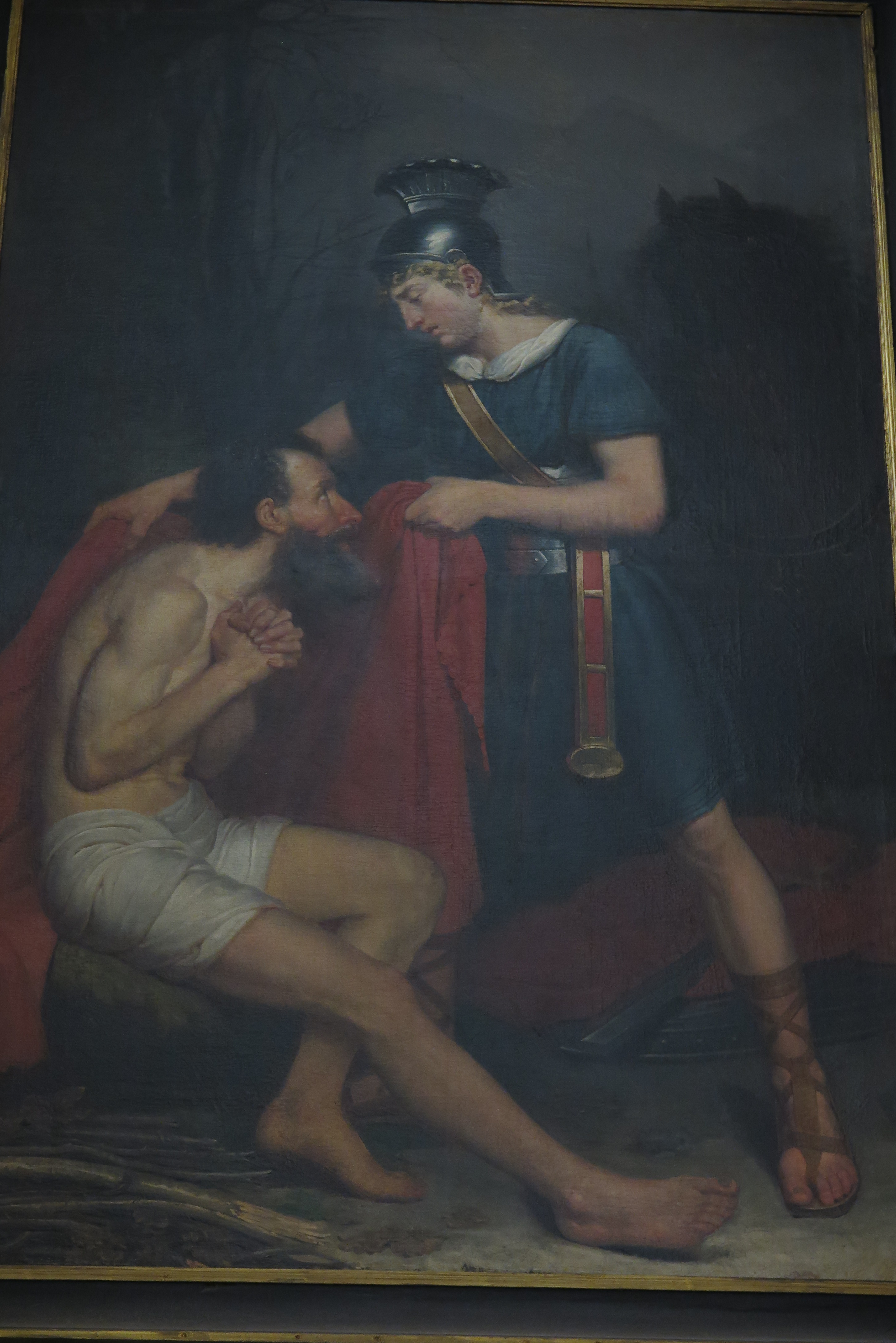
Saint-Martin

Le clocher, d'une hauteur de 55 mètres, est classé au titre des monuments historiques en 1932.
On peut y voir un tableau de Claude-Noël Thévenin peint en 1833 qui représente « La charité de Saint-Martin ». Ce tableau avait été acheté par le gouvernement pour être exposé dans une église de la Corrèze.
Un vaste chantier de rénovation du clocher a été conduit de 2018 à 2020 (travaux terminés début février 2020) afin de sécuriser l'édifice et lui rendre sa superbe d'antan.

### Figurations
- L'Eglise Saint-Martin figure en bonne place sur le billet de collection "Donzenac - Cité Médiévale"